# Sandsfoot Castle
Sandsfoot Castle är ett slott i Storbritannien.   Det ligger i kommunen Dorset och riksdelen England, i den södra delen av landet, 190 km sydväst om huvudstaden London. Sandsfoot Castle ligger 6 meter över havet.
Terrängen runt Sandsfoot Castle är platt. Havet är nära Sandsfoot Castle åt sydost.  Närmaste större samhälle är Weymouth, 2,1 km norr om Sandsfoot Castle. 